# Кашперівка (Звягельський район)
Ка́шперівка — село в Україні, у Баранівській міській територіальній громаді Звягельського району Житомирської області. Населення становить 1 052 особи (2001).

## Географія
Селом протікає річка Видолоч.

## Історія
Перша письмова згадка про село припадає на кінець XVIII ст.
У 1906 році — село Баранівської волості Новоград-Волинського повіту  Волинської губернії. Відстань від повітового міста 50 верст, від волості 15. Дворів 163, мешканців 218.
27 липня 2016 року село увійшло до складу новоствореної Баранівської міської територіальної громади Баранівського району Житомирської області. Від 19 липня 2020 року, разом з громадою, в складі новоствореного Новоград-Волинського (згодом — Звягельський) району Житомирської області.

## Відомі люди
- Драчук Василь Васильович (нар. 1933) — художник декоративного скла.